# Stewartstown
|  | Per a altres significats, vegeu «Stewartstown (Nova Hampshire)». |

Stewartstown és una població del Comtat de York (Pennsilvània) als Estats Units d'Amèrica.

## Demografia
Segons el cens dels Estats Units del 2000 Stewartstown tenia 1.752 habitants., 678 habitatges, i 513 famílies. La densitat de població era de 805,3 habitants/km².
Dels 678 habitatges en un 39,5% hi vivien nens de menys de 18 anys, en un 58,4% hi vivien parelles casades, en un 13% dones solteres, i en un 24,2% no eren unitats familiars. En el 21,2% dels habitatges hi vivien persones soles el 7,7% de les quals corresponia a persones de 65 anys o més que vivien soles. El nombre mitjà de persones vivint en cada habitatge era de 2,58 i el nombre mitjà de persones que vivien en cada família era de 2,99.
Per edats la població es repartia de la següent manera: un 29% tenia menys de 18 anys, un 5,9% entre 18 i 24, un 35,8% entre 25 i 44, un 20% de 45 a 60 i un 9,4% 65 anys o més.
L'edat mediana era de 34 anys. Per cada 100 dones de 18 o més anys hi havia 93,5 homes.
La renda mediana per habitatge era de 50.000 $ i la renda mediana per família de 54.891 $. Els homes tenien una renda mediana de 41.643 $ mentre que les dones 28.500 $. La renda per capita de la població era de 22.095 $. Entorn del 2,9% de les famílies i el 4,1% de la població estaven per davall del llindar de pobresa.

## Poblacions properes
El següent diagrama mostra les poblacions més properes.